# Miles Kane
Miles Peter Kane (ur. 17 marca 1986 w Wirral) – brytyjski wokalista. 
W latach 2007–2009 był członkiem grupy The Rascals, od 2009 kontynuuje karierę solową i występuje w zespole The Last Shadow Puppets razem z Alexem Turnerem.
Jego piosenka Come Closer z debiutanckiej płyty Colour of the Trap została użyta w jesiennej ramówce TVN 2011.